# 1,2-bis(dikyanomethylen)squarát

1,2-Bis(dikyanomethylen)squarátový anion

1,2-bis(dikyanomethylen)squarát je dianion se vzorcem C10N4
O 2-
2 . Je odvozen od squarátového aniontu (C4O 2-
4  nahrazením obou (sousedních) karbonylových kyslíků dikyanomethylenovými skupinami (=C(−C≡N)2).
Tento anion lze vytvořit reakcí kyseliny kvadrátové s n-butanolem za vzniku diesteru 1,2-dibutylsquarátu a jeho reakcí se sodíkem a malononitrilem, (N≡C−)2CH2, čímž vznikne trihydrát disodné soli, Na 
2 C10N4O 2-
2 ·3H2O, žlutá pevná látka rozpustná ve vodě. Hydrát se mění na bezvodou sůl za teplot pod 100 °C, ta pak zůstává stálá až do 400 °C. Reakcí sodné soli s chloridy v ethanolu lze vytvořit následující soli:
- didraselnou K2C10N4O 2-
2 , bezvodá žlutá látka stálá do 300 °C
- dirubidnou Rb2C10N4O 2-
2 , hnědá pevná látka stálá do 300 °C
- hořečnato-sodno-chloridovou Mg2+Na+Cl−C10N4O 2-
2 ·4½ H2O, tmavě žlutá látka, při 60–106 °C, odštěpuje vodu, bezvodá je poté stálá do 461 °C
- vápnenato-disodnou, Na +
2 Ca2+·2 C10N4O 2-
2 ·9 H2O, žlutá látka odštěpující vodu při 50–90 °C, jako bezvodá stálá do 178 °C
- barnatou, Ba2+C10N4O 2-
2 ·2H2O, žlutá látka dehydratující se při 87 °C a jako bezvodá stálá do 337 °C
- tetra-n-butylamonnou, 2 (C4H5)44N+C10N4O 2-
2 ·H2O, žlutá pevná látka dehydratující se za teploty 145 °C a dále stálá do 323 °C

Nukleární magentickou rezonancí bylo zjištěno, že aromaticita squarátového jádra zůstává zachována.